# Feministische theologie
Feministische theologie is ontstaan rond 1975. Deze theologie verzet zich in de eerste plaats tegen traditionelere vormen van theologie, omdat deze mannelijk zouden zijn. 
Feministische theologes en theologen hebben veelal teleurstellende ervaringen met mannelijke uitingen van religie, in de vorm van onder meer onderdrukking tijdens het huwelijk of discriminatie op grond van de Bijbel. Om die reden wil feministische theologie een alternatief brengen in de vorm van vrouwelijke Godsbeelden: God als vrouwelijk verzorgend en troostend wezen, of als bron van inspiratie naar meer harmonie. Volgens feministische theologie gaan traditionele godsbeelden uit van een mannelijk machtswezen dat middels het gebruik van de Bijbel mannen aan posities helpt. Feministische theologie wordt vaker in genderstudies ingebonden dan aan theologische faculteiten onderwezen.
Feministische theologen gaan ervan uit dat God niet in een naam of beeld is te vangen. Zij ontwerpen nieuwe beelden van God waarin God niet langer een (mans)persoon is, maar aangeduid wordt als een bron van inspiratie, een bron van zijn, een macht in relaties. Door deze ontpersoonlijking van God wordt de feministische theologie in verband gebracht met stromingen zoals de newagebeweging of de psychologische theologie van Drewermann. 
In het algemeen hecht feministische theologie weinig aan traditionele geloofsopvattingen; katholieke feministische theologen hebben verder weinig op met de traditie en het leergezag van de kerk. In de Bijbel vindt men de weerslag van menselijke ervaringen, opvattingen en ideeën. Deze zijn volgens deze theologen vooral tijd- en cultuurgebonden en aan veranderingen onderhevig. Daarom worden gangbare interpretaties van de Bijbel onder de loep gehouden en bekeken in hoeverre die interpretaties de bestaande rolverdeling tussen man en vrouw bevestigen. Hiermee interpreteert feministische theologie het godsbeeld vooral als een menselijk construct.
Bekende feministische theologes zijn onder andere: Dorothee Sölle (gehuwd met de ex-Benedictijn Fulbert Steffensky), Carter Heyward (in 1974 gewijd tot "ordained minister" of zo je wilt "priest" in de episcopale kerk), Mary Daly (ex-non) en Uta Ranke-Heinemann.
In Nederland is Catharina Halkes een gematigd vertegenwoordigster van feministische theologie. Zij experimenteerde met name met "vrouwvriendelijke liturgie" en zette zich ten tijde van de Tweede beeldenstorm in voor toelating van vrouwen tot het priesterambt, afschaffing van het celibaat, de Huub Oosterhuis-liturgie, een opwaardering van de pastoraal werker en degradatie van de paus.
Een centraal punt van alle feministische theologie is de wens dat ook vrouwen priester c.q. predikant kunnen worden. In verschillende kerken is dit inmiddels mogelijk, maar met name in de oosters-orthodoxe kerken en Rooms-Katholieke Kerk komen vrouwelijke priesters niet voor. Vaak wordt door het niet toelaten van de vrouw tot dit priesterambt de algemene positie van de vrouw in kerk en samenleving als onderdrukking bekritiseerd.
De laatste decennia zijn er ook niet-westerse vormen van feministische theologie opgekomen. In Afrika bestaat bijvoorbeeld een sterke beweging van Afrikaanse vrouwelijke theologen, georganiseerd in The Circle of Concerned African Women Theologians. Oprichtster hiervan is Mercy Amba Oduyoye (Ghana). Hoewel zij huiverig zijn om zichzelf 'feministisch' te noemen omdat dat te westers klinkt, verzetten ze zich tegen de patriarchale tradities in de culturen, religies en kerken in Afrika en tegen de uitsluiting van vrouwen. 